# Vaska
Vaska je žensko osebno ime.

## Izvor imena
Ime Vaska je različica ženskega osebnega imena Vasilija.

## Pogostost imena
Po podatkih Statističnega urada Republike Slovenije je bilo na dan 31. decembra 2007 v Sloveniji število ženskih oseb z imenom Vaska: 15.

## Osebni praznik
Osebe z imenom Vaska lahko godujejo skupaj z Vasilijami.